# Rathaus (Amberg)

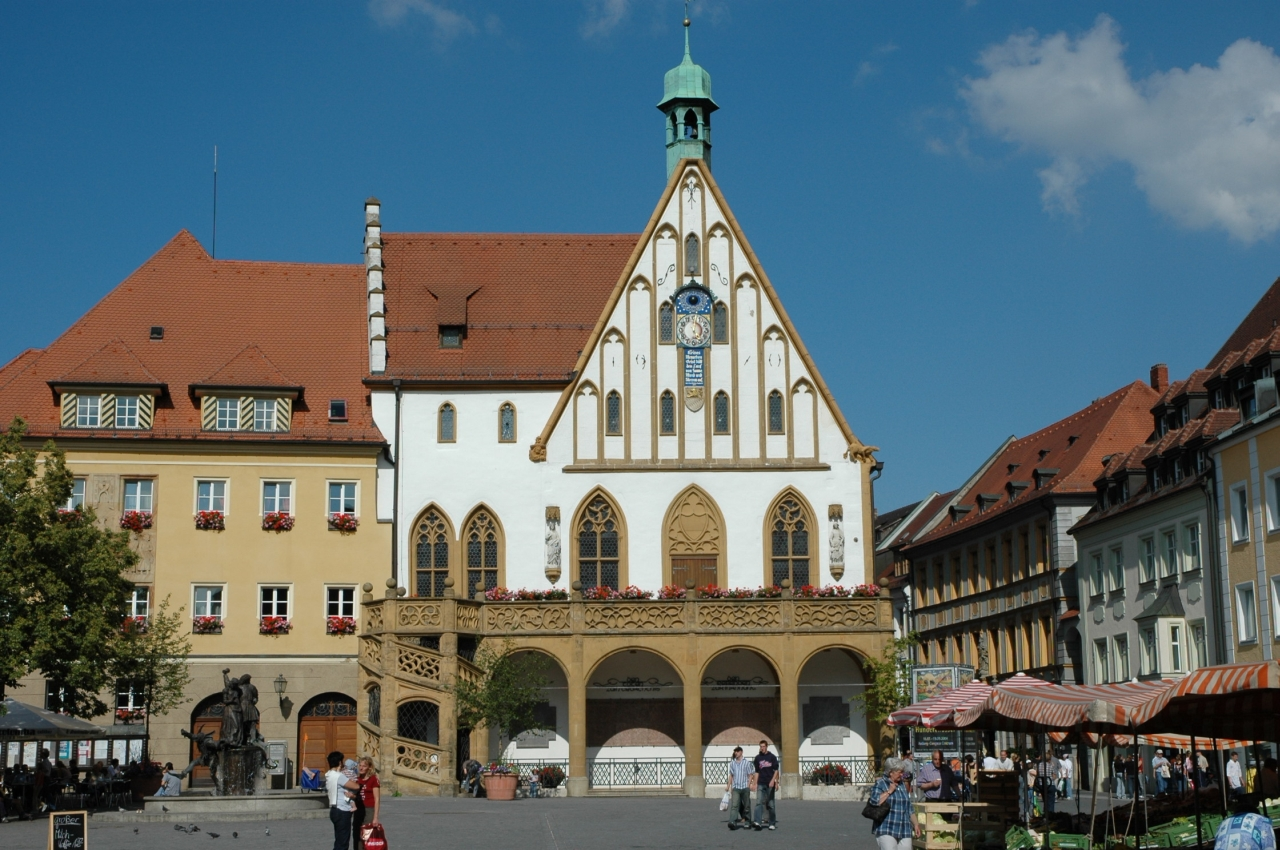
Westfassade des Amberger Rathauses

Das Rathaus ist ein denkmalgeschütztes Gebäude in Amberg, einer kreisfreien Stadt im Regierungsbezirk Oberpfalz (Bayern).

## Geschichte
Nach dem Brand von 1356 wurde an ortsbildprägender Stelle im Osten des Marktplatzes mit dem Bau begonnen. Die westliche Fassade mit dem reich verzierten Giebel ist Ausdruck dieser Bauphase. Eine Balustrade mit vorgeschobenem Treppentürmchen wurde 1552 zugefügt. Einst waren unter der Südfront Arkaden. Ebenso wie der Balustradenvorbau wurden diese 1761 zugemauert. Zum Alten Rathaus gehört der westliche Teil mit dem flachen Erker. Der gesamte nördliche Komplex sowie der nach Osten folgende wurde in den Jahren 1572 und 1573 als Neues Rathaus gebaut. Das Obergeschoss des Alten Rathauses beinhaltet den großen Ratssaal mit einer Decke aus dem 16. Jahrhundert sowie verschiedene andere Räume. Im neuen Rathaus befinden sich der kleine Ratssaal von 1573 und unterschiedlich genutzte Räume.